# Zaštita podataka
Zaštita podataka je proces kojim se osigurava podatke od oštećenja pri prijenosu i kontrolira pristup podacima u računalu. Na taj način zaštita podataka osigurava privatnost.
Koristi se za zaštitu kako privatnih, tako i javnih podataka. Zaštita podataka se koristi pri prijenosu podataka osjetljivog sadržaja (vladinih dokumenata, bankovnih podataka, dokumenata državnih služba, podataka velikih poduzeća...). Kako bi podatci na svoje odredište stigli netaknuti i u istom obliku u kojem su poslani, podatke zaštićujemo od oštećenja u prijenosu i neovlaštenih upada ili preusmjeravanja tijekom prijenosa. Također je potrebno zaštiti i podatke koji su spremljeni u našem računalu – od neovlaštenih upada s istog ili drugih računala i od napada virusa.

## Tehnologije za zaštitu podataka

### Enkripcija podatka
Enkripcija podataka je tehnologija za zaštitu podataka koja šifrira podatke na tvrdom disku. Enkripcija diska se može vršiti u obliku softvera ili hardvera.

### Sigurnosne kopije
Sigurnosne kopije (eng. backup) se rade kako bi se korisnici osigurali od gubitka podataka, koje kasnije ne bi mogli vratiti.

### Maskiranje podataka
Maskiranje strukturiranih podataka je proces prikrivanja (maskiranja) određenih podataka u tablici baze podataka kako bi podatci bili osigurani i korisnikove informacije osjetljivog sadržaja ne bi mogle «procuriti» iz autorizirane okoline.

### Brisanje podataka
Brisanje podataka je metoda kojom se u potpunosti uništavaju svi elektronski podatci na tvrdom disku ili nekom drugom digitalnom mediju kako bi se osigurali da podatci ili informacije ne procure nakon što se uređaj prestane koristiti.

## Autentičnost i integritet podataka

### Digitalni potpis
Pojedini asimetrični kriptosistemi mogu se upotrijebiti za generiranje digitalnog potpisa. Svrha digitalnog potpisa je da potvrdi autentičnost sadržaja poruke (dokaz da poruka nije promijenjena na putu od pošiljatelja do primatelja), kao i da osigura garantiranje identiteta pošiljatelja poruke. Osnovu digitalnog potpisa čini sadržaj same poruke. Pošiljatelj (npr. osoba A) primjenom određenih kriptografskih algoritama prvo od svoje poruke koja je proizvoljne dužine stvara zapis fiksne dužine koji u potpunosti oslikava sadržaj poruke (nalazi hash vrijednost). Ovako dobiven zapis on dalje šifrira svojim tajnim ključem i tako formira digitalni potpis koji se šalje zajedno s porukom. Kada primatelj (npr. osoba B) dobije poruku s digitalnim potpisom, pomoću javnog ključa pošiljatelja (javni ključ od osobe A) dešifrira potpis u skraćeni zapis poruke. Taj zapis upoređuje sa zapisom koji osobno izračuna na osnovu dobivene poruke, a time utvrđuje autentičnost poruke. S obzirom na to da se za šifriranje komprimiranog (skraćenog) zapisa poruke (hash vrijednosti) koristi tajni ključ, nitko drugi ne može generirati digitalni potpis osim osobae koja šalje poruku (jedino osoba A zna svoj tajni ključ). Na taj način, primatelj (B), znajući javni ključ pošiljatelja (A), siguran je da je upravo od njega dobio poruku (osobe A), jer će se skraćeni zapisi poklapati jedino ako javni ključ pošiljatelja (A) odgovara njegovom tajnom ključu (koji je osoba A iskoristila za šifriranje skraćenog zapisa tj. generiranje digitalnog potpisa).
Prvi praktični digitalni potpis bio je na bazi RSA algoritma. Godine 1991. usvojen je i prvi standard digitalnog potpisa i bazirao se na RSA asimetričnom algoritmu. Još jedan široko korišteni digitalni potpis je baziran na ElGamal-ovom kriptosistemu. Iz njega je, uz određene izmjene, nastao DSA (Digital Signature Algorithm) algoritam koji je u SAD-u 1994. usvojen kao standard (DSS - Digital Signature Standard). Međutim, 2000. godine, NIST (National Institute of Standards and Technology) je objavio da se u okviru DSS standarda mogu koristiti tri algoritma: DSA, RSA digitalni potpis i ECDSA (Elliptic Curve Digital Signature Algorithm) – digitalni potpis koji kao osnovu koristi eliptičke krivulje.

### Digitalni certifikat
Ako koristite sistem šifriranja javnim ključem i želite nekom poslati poruku, morate prvo dobiti njegov javni ključ. Međutim, kako možete biti sigurni da je to zaista njegov ključ? Rješenje ovog problema postiže se upotrebom digitalnih certifikata. Možemo ih nazvati i digitalnim osobnim iskaznicama, jer predstavljaju sredstvo kojim se dokazuje identitet na Internetu. Pošto na Internetu nema policije koja bi provjerila nečije podatke i izdala mu osobnu iskaznicu, to rade t.zv. certifikacijska tijela  (CA - Certificate Authority) čija je uloga da provjere i utvrde nečiji identitet i nakon toga mu izdaju digitalni certifikat.  Digitalni certifikat sadrži određene podatke o njegovom vlasniku (trenutno važeći standard je X.509 v3), među kojima su:
- ime vlasnika certifikata
- vlasnikov javni ključ
- nadnevak do kada važi javni ključ
- ime CA koji je izdao certifikat
- jedinstveni serijski broj
- dodatne podatke za identifikaciju

Kada formira neki digitalni certifikat, CA ga na kraju digitalno potpiše svojim tajnim ključem, tako da se njegov sadržaj može pročitati korištenjem CA javnog ključa, ali se ne može neovlašteno mijenjati.

## Internacionalni zakon i standard

### Data Protection Act
U Ujedinjenom Kraljevstvu, zakon Data Protection Act služi kako bi se osiguralo da su osobni podatci dostupni onima kojih se tiču. Po tom zakonu samo pojedinci i tvrtke sa zakonitim razlozima mogu obrađivati osobne informacije.

### Međunarodni standard ISO/IEC 17799
Osnovno načelo standarda ISO/IEC 17799 je da svi podatci koji su spremljeni ili se šalju moraju imati vlasnika, tako da bi bilo jasno čija je odgovornost zaštita pristupa tim podatcima.

## Vanjske poveznice
1. Naprave za šifriranje